# Gustav Möller (Politiker)

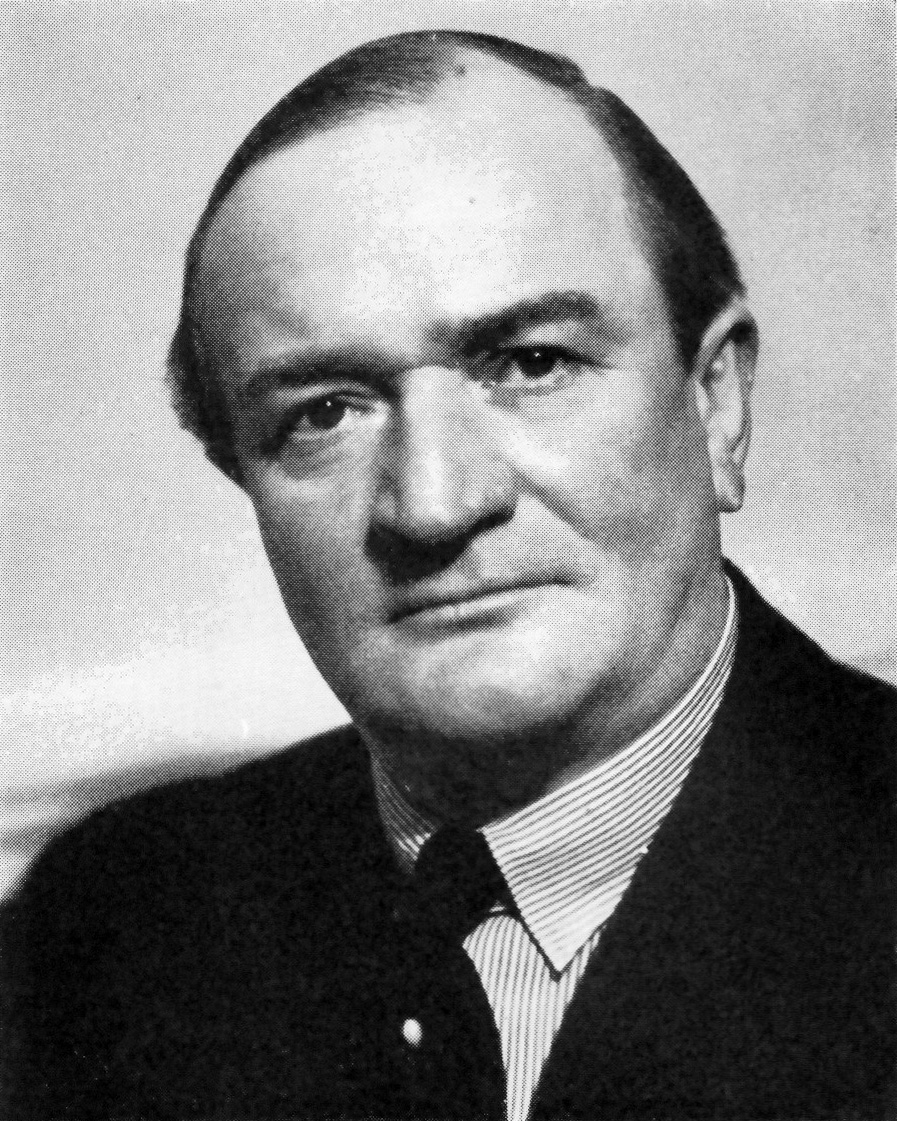
Gustav Möller

Frits Gustav Möller (* 6. Juni 1884 in Malmö; † 15. August 1970 in Bromma) war ein schwedischer Politiker und führendes Mitglied der Schwedischen Sozialdemokratischen Partei.

## Karriere in der Politik
Möller prägte die schwedische Politik vor allem durch seine langjährige Amtstätigkeit als Sozialminister. Er war Mitglied des schwedischen Reichstags von 1918 bis 1954 und Sozialminister in den Jahren 1924–1926, 1932–1936, 1936–1938 und 1939–1951 sowie Handelsminister von 1938 bis 1939. Außerdem war er Parteisekretär der Schwedischen Sozialdemokratischen Partei von 1916 bis 1940.
Möller betrachtete den Wohlfahrtsstaat eher als eine vorübergehende Zwischenlösung denn als ein Ziel an sich. Als überzeugter Sozialist trat er 1951 aus der Regierung aus, anstatt seiner Partei bei den Nachkriegskompromissen mit der Privatwirtschaft zu folgen. Zum Zeitpunkt seines Todes im Jahr 1970 lebte er in Stockholm, seine Frau Else war 1968 gestorben. 

## Privates
Im Jahr 1926 heiratete er Else Kleen. Seine Eltern waren Ola († 1884) und Anna Möller († 1898).